# The Game (игра)
The Game («Игра») — психологическая игра, цель которой — избегать мыслей о самой игре. Мысль об «Игре» означает поражение, о котором, следуя правилам игры, необходимо заявлять каждый раз, когда оно случается.
В большинстве вариаций «Игры» невозможно выиграть. Игрок может только попытаться не проиграть настолько долго, сколько сможет. «Игру» оценивают по-разному: кто-то находит её бессмысленной и раздражающей; кто-то, напротив, интересной и увлекательной. По состоянию на 2010 год, в «Игру» играли миллионы людей по всему миру.

## Ход игры

### Правила
Есть только три известных правила «Игры»:
1. Все в мире играют в «Игру». Это альтернативно выражается так: «Все в мире, кто знает об „Игре“, играют в „Игру“». Человек не может отказаться играть в «Игру»; для «Игры» не требуется согласия, и никто никогда не может прекратить играть.
2. Как только ты думаешь об «Игре», ты проигрываешь.
3. О проигрыше нужно объявить хотя бы одному человеку — например, сказав: «Я проиграл».

В правилах не определено, когда игра заканчивается. Однако один из вариантов утверждает, что «Игра» закончится, когда премьер-министр Великобритании объявит по телевидению о том, что «Игра» закончена.

### Тактика игры
Некоторые игроки разработали тактику, с помощью которой вынуждают остальных игроков подумать об «Игре» и тем самым проиграть.
Они делают это написанием граффити со словами «The Game» в общественных местах, на банкнотах или произнося громко: «The Game».

## Психология
«Игра» наглядно показывает, что попытка избегать мыслей о чём-либо, наоборот, делает мысли более устойчивыми. Также это явление известно под названием «Не думай о белом медведе».